# 12819 Сусумутакахасі
12819 Сусумутакахасі (12819 Susumutakahasi) — астероїд головного поясу, відкритий 12 травня 1996 року.
Тіссеранів параметр щодо Юпітера — 3,201.
Названо на честь Сусуму Такахасі (яп. すすむ・たかはし(高橋進) сусуму такахасі).